# نال (منطقة)

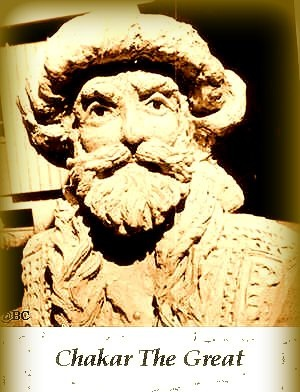
تمثال منحوت لمير چاکر خان زعيم قبيلة "الرند" في القرن 16.

نالّ (بالإنجليزية: Nall)‏ وتُعرف أيضا باسم نال (بالإنجليزية: Nal)‏ و نآل (بالإنجليزية: Naal)‏، هي أكبر منطقة «تعلقة وتحصيل» بمديرية خوزدار بوسط إقليم بلوشستان في باكستان، وهي تُعتبر من أقدم المناطق البلوشية حيث يرجع تاريخها إلى حكم القبائل البلوشية الخمس من أحفاد «مير جلال خان» (باللغة البلوشية: مير جَلال حان بلوچ) (بالإنجليزية: Mir Jalal Khan Baloch)‏، مثل قبائل رند ولاشار وهوث. يذكر البلوش منطقة نالّ في أشعارهم بأنها كانت شؤماً عليهم حيث قُتل فيها الآلاف من أفضل المحاربين البلوش بسبب حرب بلا داعٍ في القرن 16 امتدت على مدار 30 عاماً.

## حرب الثلاثين عاما في نال
وقعت في منطقة نالّ حرب أهلية كبيرة استمرت 30 عاماً بين قبيلتي «رند» (بالإنجليزية: Rind)‏ و«لاشار» (بالإنجليزية: Lashar)‏ بسبب قيام أفراد من قبيلة اللاشار بقتل أبناء النوق التي كانت تملكها امرأة تُدعى «كوهر» (بالإنجليزية: GOUHAR)‏ والتي كانت في ضيافة وحِمى زعيم الرند «مير چاکر خان رند» (1468-1565م) (بالإنجليزية: Mir Chakar Khan Rind)‏.  
فقامت الحرب وقُتل فيها الكثير من قبيلة الرند منهم أخو زعيم الرند «مير چاکر خان رند»، وانتصرت قبيلة رند في نهاية المطاف على قبيلة لاشار التي كانت تحت زعامة «مير غواهرام خان لاشاري» (بالإنجليزية: Mir Gwahram Khan Lashari)‏. وبعد الحرب انفصلت القبيلتان، فانتقلت قبيلة «رند» إلى ملتان بجنوب باكستان محافظة البنجاب  وقبيلة «لاشار» إلى السند و كجرات بشمال غرب الهند
يذكر البلوش منطقة نالّ في أشعارهم وقصائدهم بأنها منطقة كانت شؤماً عليهم حيث ذهب أفضل المحاربين البلوش من القبيلتين بسبب حرب بلا داعٍ.

## موقع التل الأحمر الأثري
عثر المنقبون على الكثير من أدوات الإنسان القديم التي تعود إلى العصور الحجرية والبرونزية الأولى حول مواضع المدن البلوشية: كويتا وتوكَو وكولي ونال.
يقع موقع «التل الأحمر» (بالإنجليزية: Red Mound)‏ أو «صُحر دامب» (بالإنجليزية: Sohr Damb)‏ الأثري قريبا من نالّ، وهذا الموقع الأثري يسبق حضارة وادي السند ويُعرف أيضًا باسم «نال»، وأُطلق عليه اسم «ثقافة نال» أو «حضارة نال» التي تعود إلى ما قبل التاريخ.
يمتد الموقع على مساحة 4 هكتارات؛ ويبلغ ارتفاع التل الذي يتكون في معظمه جيولوجيًا 13 مترًا، وعمق «الطبقة الثقافية» أقل من مترين. كشفت الحفريات عن أربع فترات تاريخية استيطانية تتراوح بين أعوام 3800 و 2200 قبل الميلاد، ويُمكن تقسيمها إلى عدة فترات فرعية.
وهذا يبين أن بلوشستان كانت حضانة لأولى الحضارات، بعدما أثبتت الموجودات المكتشفة وبشكل قاطع أن عمرها أطول من عمر أقدم الحضارات المعروفة مثل الحضارة الفرعونية في مصر والحضارة السومرية في بلاد ما بين النهرين.